# 圣卢西亚-德蒂拉哈纳
圣卢西亚-德蒂拉哈纳（西班牙語：Santa Lucía de Tirajana），是西班牙加那利群岛拉斯帕尔马斯省的一个市镇，位于大加那利岛的东南部。总面积62平方公里，总人口71863人（2018年），人口密度1,200人/平方公里。